# Harlequin Football Club
L'Harlequin Football Club (i cui giocatori per brevità sono chiamati gli Harlequins o i Quins) è un club inglese di rugby a 15 di Londra. La squadra disputa gli incontri interni al Twickenham Stoop Stadium di Londra.

## Storia
L'Harlequin nacque nel 1866 come Hampstead Football Club e la sua prima partita di cui si abbia ufficialmente notizia è del 1867. Il nome risale al 1870: non si conosce il motivo esatto del cambio di denominazione, anche se il più verosimile (accreditato dallo stesso club) è che, con l'allargamento dell'ambito territoriale della base sociale, fosse intervenuta l'esigenza di non delimitare geograficamente la ragione sociale del club, pur mantenendone l'acronimo HFC. I membri scelsero un nome a caso sul dizionario e si accordarono su Harlequin (Arlecchino). A seguito di ciò vi fu una scissione societaria e parte dei membri che lasciarono gli Harlequins fondarono un altro club rugbistico, noto nel ventunesimo secolo come London Wasps.
Nei suoi primi 40 anni di vita il club fu alquanto errabondo, in quanto giocò le partite interne in 15 sedi differenti. Nel 1906 fu invitato dalla federazione inglese a giocare nel neonato stadio di Twickenham: questo, infatti, ideato per essere il terreno di casa della Nazionale, ospitava non più di due o tre incontri internazionali l'anno, e quindi divenne ben presto lo stadio casalingo degli Harlequins, che nel frattempo, in omaggio al loro nome e al costume della maschera italiana di Arlecchino, si erano dotati della loro tipica uniforme a quarti versicolori rossi, azzurri, grigi e marrone.
Del 1963 è l'acquisto del terreno sul quale sorse prima il campo d'allenamento del club, poi lo stadio attuale. Nel 1987, con l'adozione del sistema di Lega nel rugby inglese, gli Harlequins mantennero il loro status di squadra di Prima Divisione, e rimasero nei primi 12 fino al 2005.
Il periodo più fecondo dal punto di vista del palmarès giunse con gli anni novanta, con la vittoria in due edizioni della Coppa d'Inghilterra (poi diventata Coppa Anglo-Gallese); con il nuovo millennio arrivarono anche le vittorie internazionali in European Challenge Cup.
Nel 2006 il club conobbe la sua prima retrocessione avendo chiuso all'ultimo posto della Premiership. Tornò subito nella massima divisione dominando la National Division One con 25 vittorie su 26 incontri (le prime 19 consecutive) e con numeri da record: una media di circa 40 punti per incontro, almeno 4 mete segnate in 20 dei 26 incontri disputati, un margine medio di vittoria di 25 punti a incontro, promozione in Premiership con 4 giornate di anticipo (1º aprile 2007).

## Stadio
L'origine dell'attuale stadio risale al 1963: in quell'anno il club, che giocava allo stadio di Twickenham, acquistò non molto distante un terreno di circa 60.000 m² di superficie, da destinarsi a campo d'allenamento. Con il passare del tempo vi fu edificato un impianto, lo Stoop Memorial Ground, che prese il nome dall'ex rugbista e dirigente sportivo Adrian Stoop, già giocatore e presidente degli Harlequins. Il nome ufficiale dell'impianto è Twickenham Stoop.
Esso ha una capacità di 12.700 posti e ospita anche le partite casalinghe dell'Harlequin Rugby League, club di rugby XIII che fa capo a un'altra proprietà, e che a seguito di una crisi finanziaria del 2006 chiese ospitalità all'Harlequin F.C. In segno di tributo, i London Broncos, così si chiamava il club ospitato, cambiò nome in Harlequin R.L. e dell'omonima squadra di rugby XV mutuò anche i colori sociali, lo stemma e la foggia delle tenute di gioco.

## Palmarès
- Premiership: 2
2011-12, 2020-21
- Coppe Anglo-Gallesi: 2
1987-88, 1990-91
- Challenge Cup: 3
2000-01, 2003-04, 2010-11